# مركبة برادلي القتالية
مركبة برادلي القتالية (بالإنجليزية: Bradley Fighting Vehicle - BFV) هي مركبة قتال مدرعة مجنزرة تابعة للولايات المتحدة طورتها شركة FMC Corporation وتصنعها الآن شركة BAE Systems Land &amp; Armaments ، المعروفة سابقًا باسم United Defense. تم تسميته على اسم الجنرال الأمريكي عمر برادلي.
تم تصميم برادلي لنقل المشاة أو وحدات الكشافة مع حماية مُدرعة، وتوفير تغطية نارية لقمع قوات العدو والمركبات المدرعة. تتضمن الطرازات مركبة القتال المشاة M2 برادلي ومركبة الاستطلاع M3 برادلي. تحمل الدبابة M2 طاقمًا مكونًا من ثلاثة أفراد - قائد ومدفعي وسائق - بالإضافة إلى ستة جنود مجهزين بالكامل. تنفذ مركبة M3 بشكل أساسي مهام استطلاعية وتحمل اثنين من جنود الاستطلاع بالإضافة إلى الطاقم العادي المكون من ثلاثة أفراد، مع وجود مساحة لصواريخ بي جي إم-71 تاو إضافية.
في عام 2014، اختار الجيش الأمريكي اقتراح شركة «بي أيه إي سيستمز» BAE Systems لمركبة مدرعة متعددة الأغراض (AMPV) وهي نسخة بدون برج من برادلي لتحل محل أكثر من 2,800 ناقلة جنود مدرعة من طراز M113. من المقرر أن يتم تعديل نحو 2,907 مركبة برادلي فائضة عن الحاجة لتصبح مركبات مدرعة متعددة الأغراض لصالح الجيش الأمريكي.

## التصميم
تم تطوير برادلي إلى حد كبير لمجابهة عائلة المركبات بي إم بي BMP السوفيتية من مركبات القتال المشاة. كانت مركبة برادلي مُخصصة للاستخدام كناقلة جنود مدرعة ومضادة دبابات. تم تحديد أحد متطلبات التصميم بأنه يجب أن تكون سريعة مثل دبابة القتال الرئيسية M1 أبرامز، حتى تتمكن المركبات من الحفاظ على التشكيل.

### التسليح
التسليح الأساسي لـ M2/M3 هو مدفع تسلسلي عيار 25 مم يستخدم إما 100 أو 300 طلقة في الدقيقة، بدقة تصل إلى 3,000م. وهي أيضًا مُسلحة بصواريخ بي جي إم-71 تاو القادرة على حمل صاروخين. الصواريخ قادرة على تدمير معظم الدبابات إلى مدى أقصى يصل إلى 4,000م ولا يمكن إطلاقه إلا عندما تكون المركبة متوقفة. تحمل برادلي ذخيرة عيار 7.62  ومدفع رشاش متوسط عيار 18 مم على يمين المدفع التسلسلي.

### تاريخ القتال

#### حرب الخليج
خلال حرب الخليج الثانية ، دَمرت دبابات برادلي M2 عددًا من المركبات المدرعة العراقية أكثر من دبابات أبرامز M1k  تم الإبلاغ عن عدد قليل من عمليات ضرب ضد الدبابات العراقية من طراز T-72 من مسافة قريبة. تم فقدان ما مجموعه 20 مدرعة برادلي - ثلاثة منها بنيران العدو و17 بسبب حوادث نيران صديقة. وتضررت 12 آخرون. قُتل مدفعي إحدى دبابات برادلي عندما أصيبت مركبته بنيران عراقية، ربما من مدرعة بي إم بي-1 عراقية، أثناء معركة 73 للشرق. لعلاج بعض المشاكل التي تم تحديدها كعوامل مساهمة في حوادث النيران الصديقة، تمت إضافة لوحات التعريف بالأشعة تحت الحمراء وتدابير تحديد/تعريف أخرى إلى مدرعات برادلي.

#### حرب العراق
خلال حرب العراق، أثبتت مدرعة برادلي أنها عرضة للعبوات الناسفة والقذائف الصاروخية، لكن الخسائر كانت طفيفة حيث تمكن الطاقم من الفرار. في عام 2006، شملت الخسائر الإجمالية تدمير 55 مدرعة برادلي وتضرر حوالي 700 أخرى. بحلول نهاية الحرب، تم تدمير حوالي 150 مدرعة برادلي.

#### الحرب الروسية الأوكرانية
أثناء الغزو الروسي لأوكرانيا ، تبرعت الولايات المتحدة بحوالي 190 مدرعة برادلي للقوات المسلحة الأوكرانية. أول استخدام موثق لبرادلي حدث في أوكرانيا في منطقة زاباريوجيا بعد أن شنت أوكرانيا هجومها المضاد الجنوبي في يونيو/حزيران 2023. كان الهجوم المبكر بالقرب من مالا توكماشكا في 8 يونيو غير ناجح، وأظهرت الصور أن أوكرانيا فقدت ما لا يقل عن 17 مدرعة برادلي من طراز M2. في 19 يوليو/تموز، زعمت نائبة وزير الدفاع الأوكراني، هانا ماليار، على تطبيق تيليجرام، أن دبابة برادلي M2 قتلت جنود مشاة روس أثناء القتال في منطقة زاباريوجيا. وأضافت أن صواريخ «تاو» التي أطلقتها مدرعات «إم 2 برادلي» كانت قادرة على تدمير دبابتين روسيتين من طراز "تي-72". وكانت المدرعات في اللواء الميكانيكي 47. لم يكن من الممكن التحقق من هذه الادعاءات بشكل مستقل.
في 12 يناير 2024، ظهر مقطع فيديو لزوج من مدرعات برادلي M2A2 الأوكرانية من اللواء الميكانيكي 47 وهما تشتبكان مع دبابة روسية من طراز T-90M عن قرب وإتلافهما بمدافعهما الأوتوماتيكية.
اعتبارًا من 20 أكتوبر 2024، تم تأكيد تدمير أو إتلاف أو التخلي عن أو الاستيلاء على 105 من مدرعات برادلي المتبرع بها (50 دُمرت، و25 تضررت، و26 تضررت وتم التخلي عنها، و4 تم الاستيلاء عليها) بواسطة موقع الاستخبارات الهولندي مفتوح المصدر «المها».

## المستخدمون

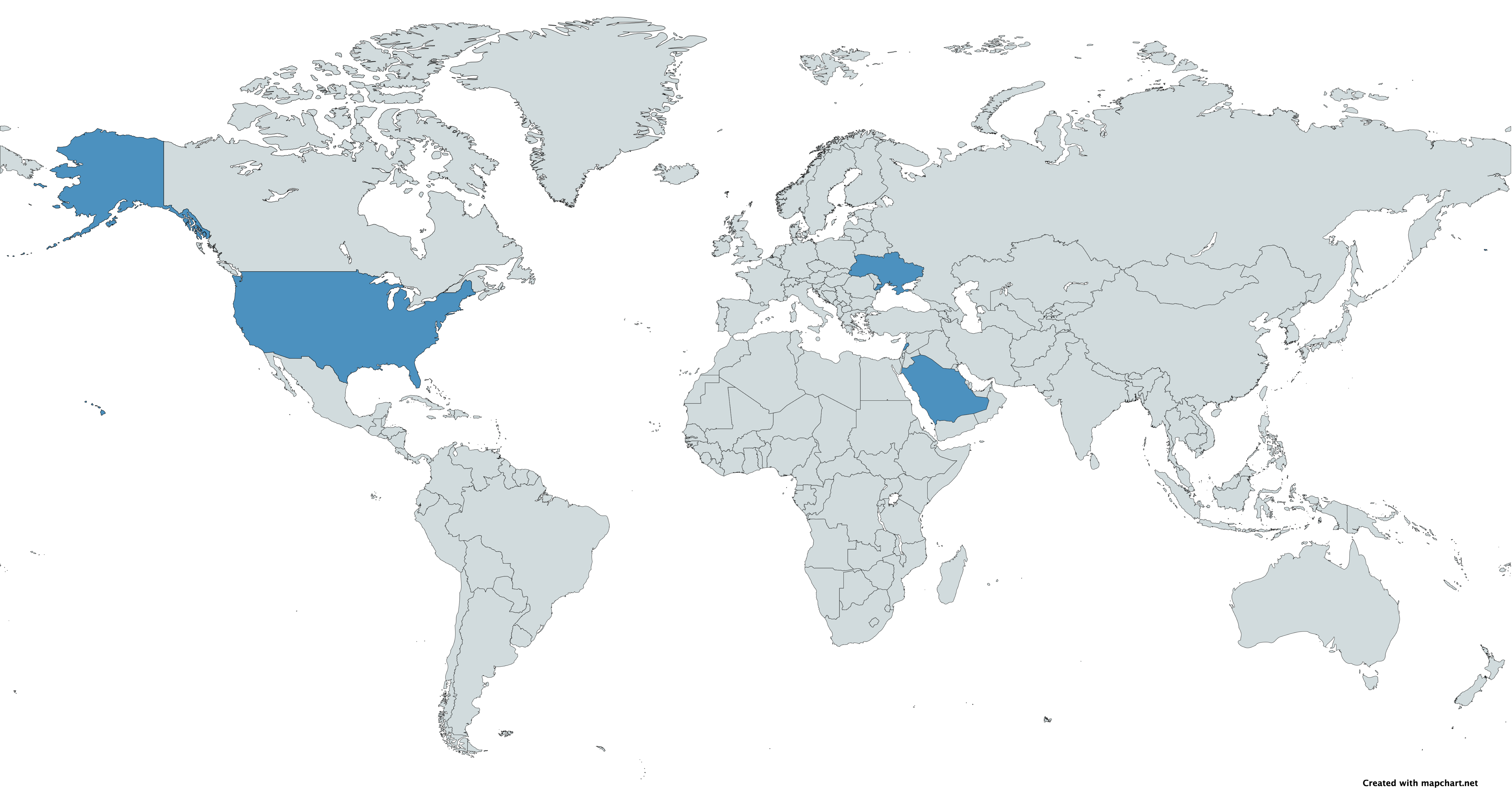
خريطة توضح مستخدموا مركبة برادلي القتالية باللون الأزرق.

- كرواتيا: 44 أُرسلت من أصل 89 وحدة طُلبت بتكلفة 196.4 مليون دولار.[10][11]
- لبنان: 32 مدرعة طراز إم-2 [12]
- السعودية: 400 مدرعة
- أوكرانيا: 300+ مدرعة إم-2 [13]
- الولايات المتحدة: حوالي 4,500 من فئة M2 و M3 ، بالإضافة إلى حوالي 2,000 في المخازن.[14]

## صور

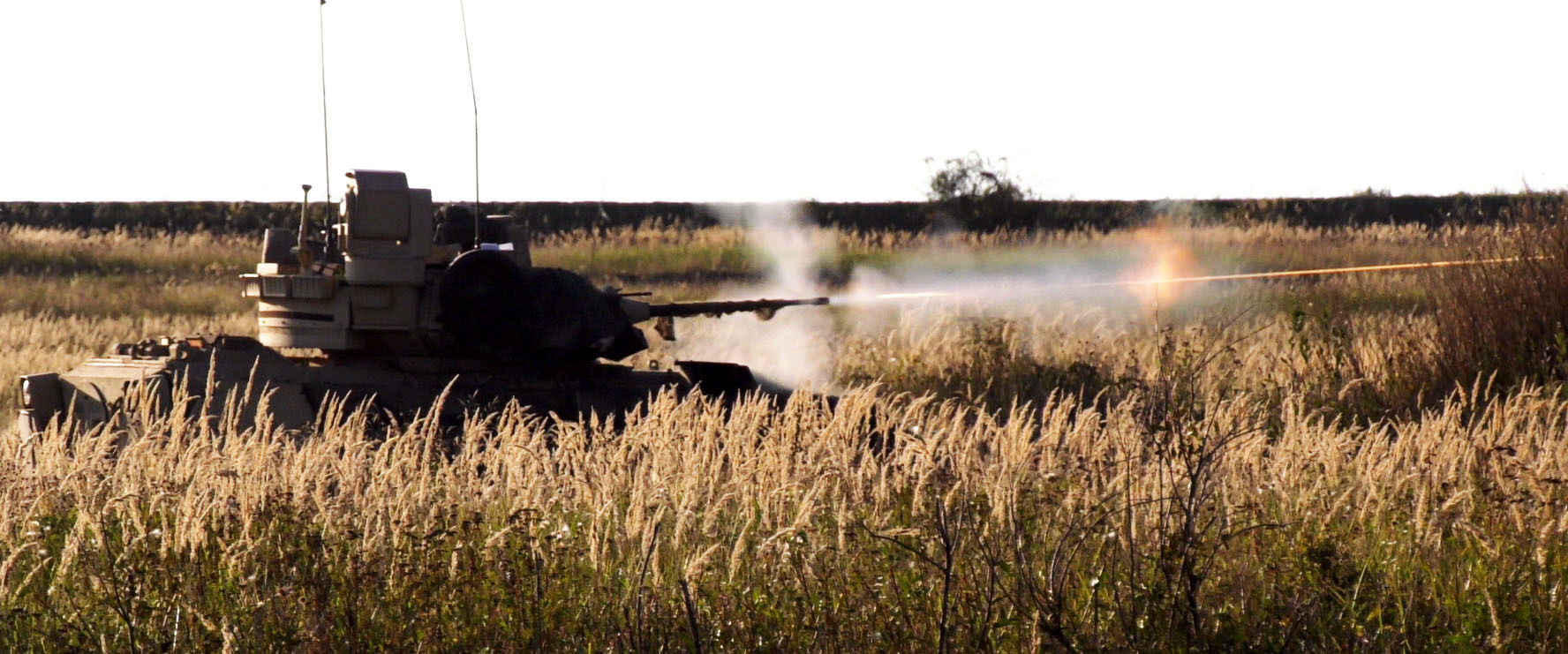
برادلي تطلق النار باستخدام مدفع M242 عيار 25 مم.
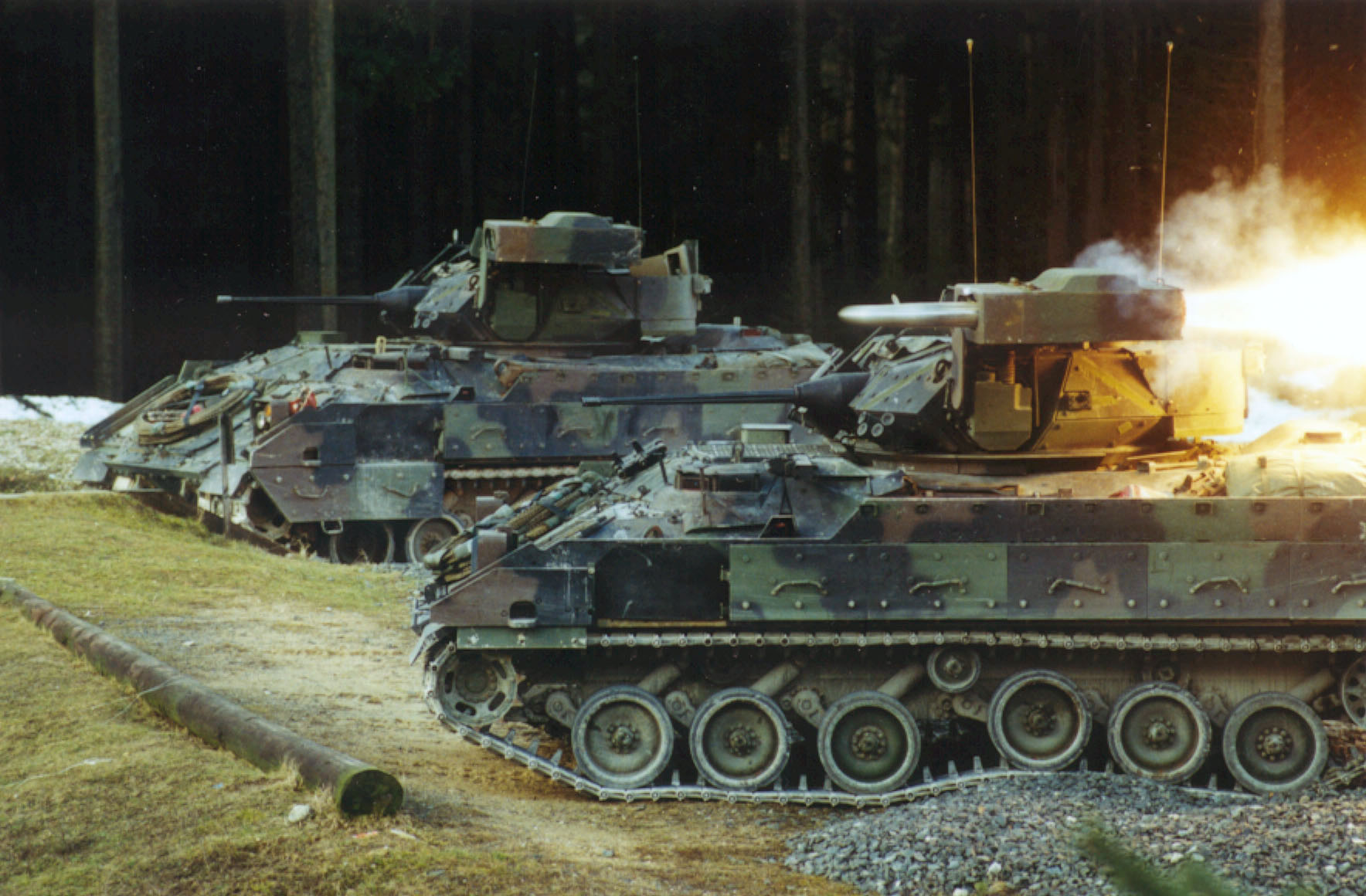
مدرعة برادلي تطلق صاروخ تاو
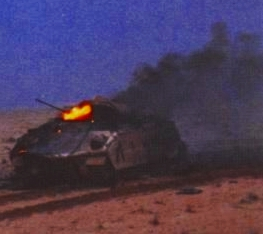
مدرعة برادلي M2 تحترق بعد أن أصابتها نيران عراقية ثلاث مرات [15] أثناء معركة 73 للشرق.
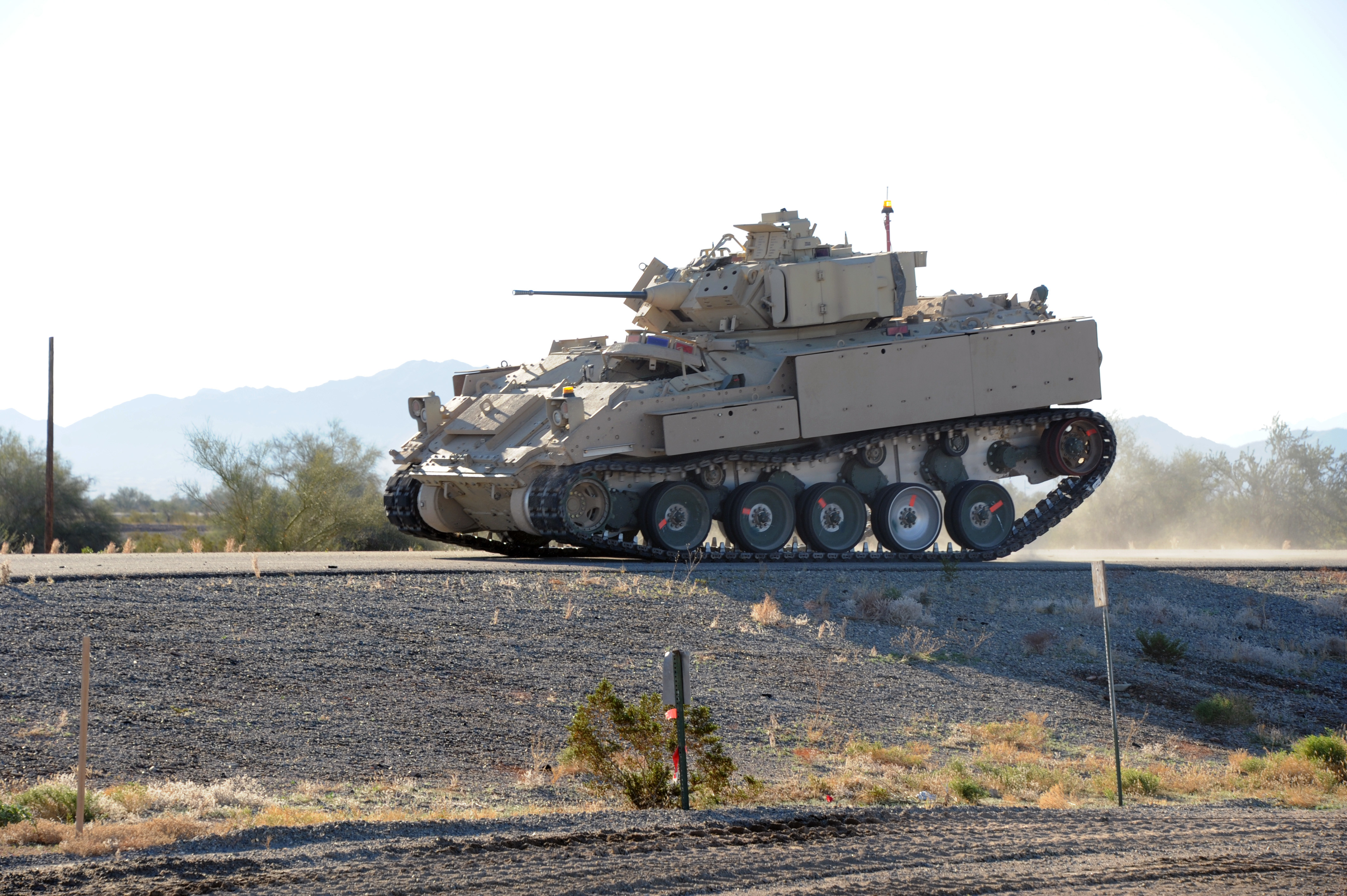
مدرعة برادلي خلال إحدي اختبارات الجيش على معدات التعليق المتقدمة.
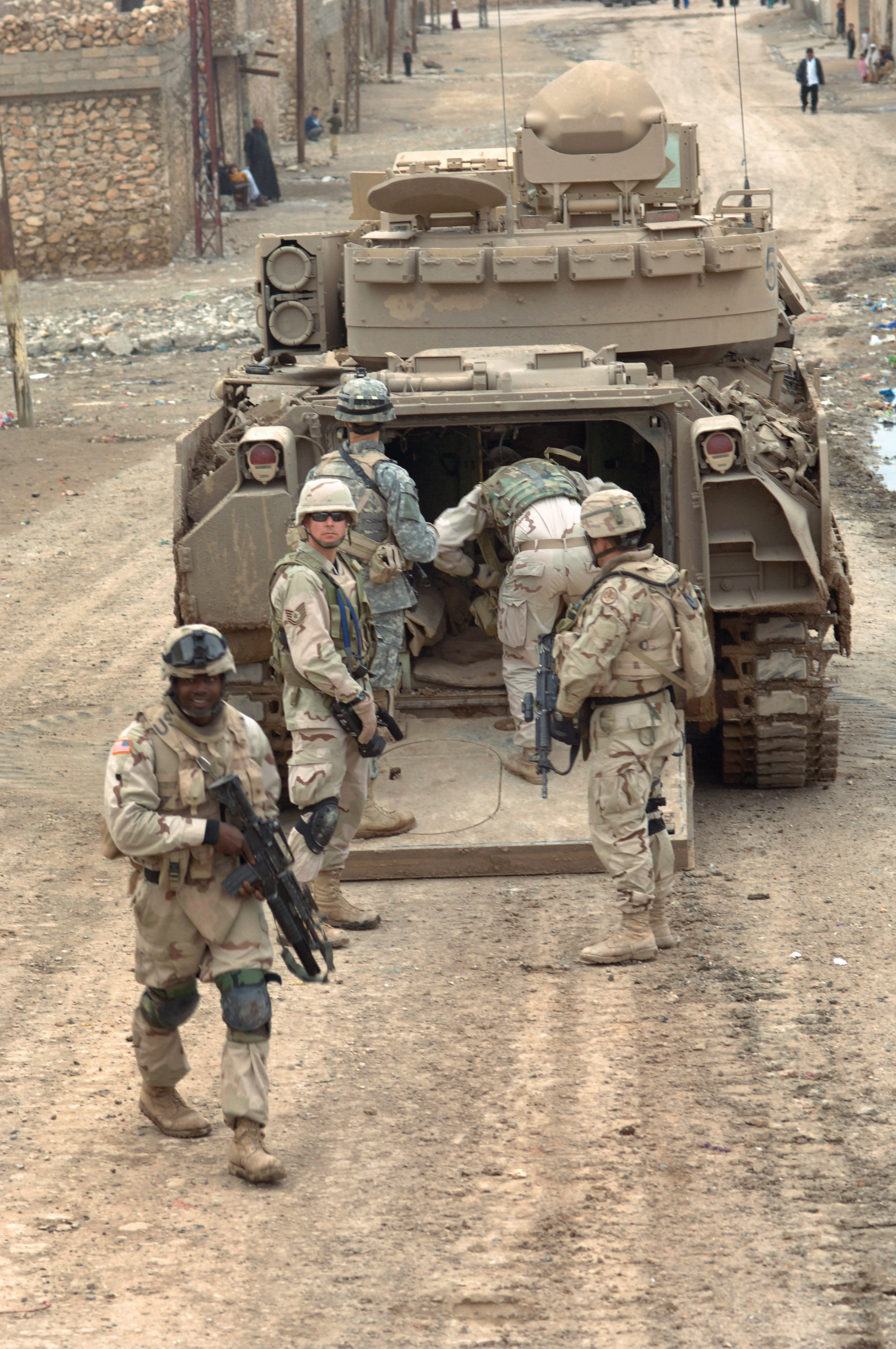
جنود من فوج الفرسان المدرع الثالث يقومون بالدخول للجزء الخلفي من مركبة برادلي M2 في العراق.
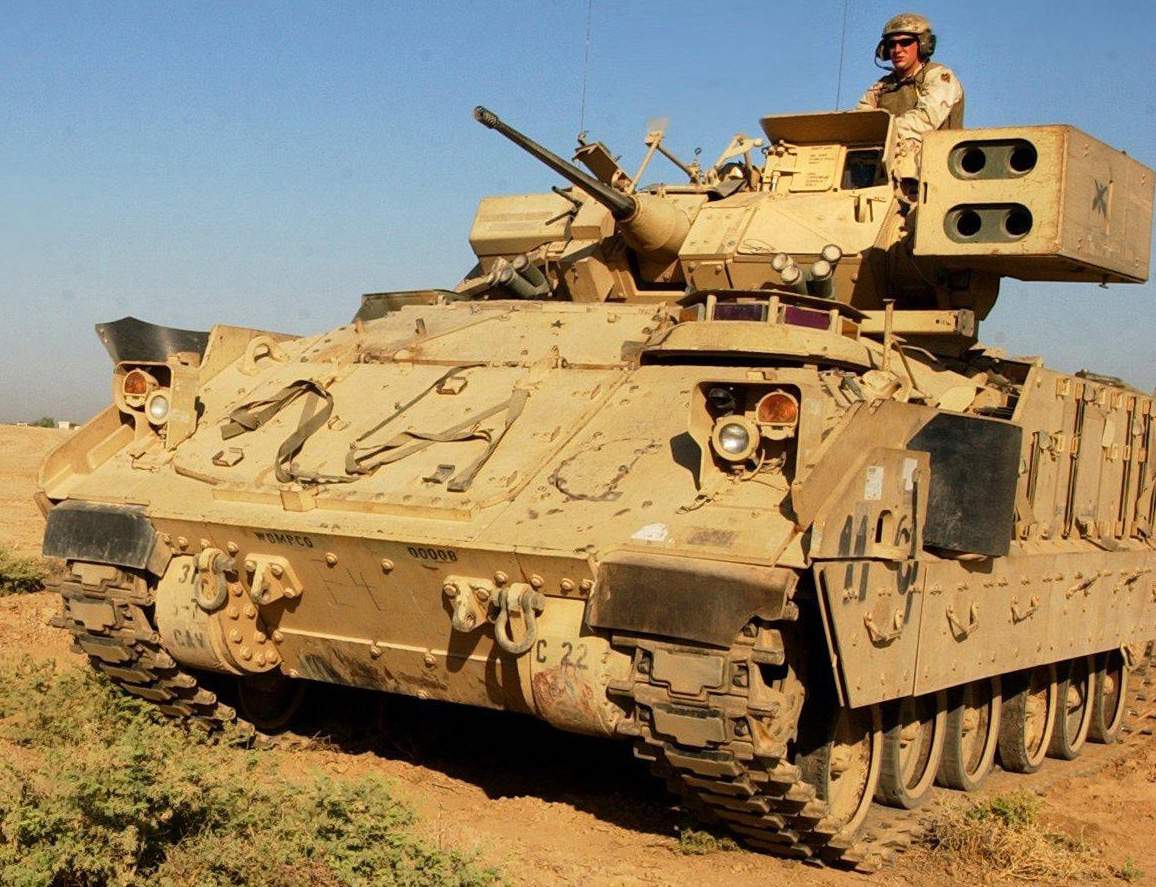
مدرعةبرادلي على طول الطريق السريع بالقرب من مدينة بلد في العراق، أكتوبر 2005م.